# Вардарац
Вардарац (грч. Βαρδάρης, мкд. Вардарец) је врста ветра који се јавља у долини реке Вардар  у Македонији и у области града Солуна у Грчкој. Настаје продором хладног ваздуха кроз низије између Балканских и Родопских планина и дува долином Вардара у правцу топлог Егејског мора. Има карактер маестрала. Вардарац је претежно зимски ветар и његова просечна брзина износи око 6 метара у секунди.